# Marketing viral
Le marketing viral, ou bouche à oreille électronique, est une technique de vente qui vise à promouvoir une entreprise ou ses produits et services grâce à un message persuasif qui se diffuse d’une personne à une autre. On parle de marketing viral pour filer la métaphore du virus qui circule dans une population. Les entreprises utilisent également du contenu généré par les utilisateurs pour faire la promotion de leurs produits. 

## Définition
Le marketing viral est une forme de promotion d’une offre commerciale où ce sont les destinataires de l’offre qui font la recommandation de la marque, du produit ou bien du service à leur entourage et qui permettent ainsi la diffusion du message. Le marketing viral utilise les réseaux sociaux en incitant les clients à donner leurs avis sur les entreprises, leur communication, leurs produits et à partager ces informations avec leurs amis, collègues ou membres de leur famille. La spécificité de ce type de marketing est double: d'abord, les consommateurs sont les principaux vecteurs de la communication de la marque; ensuite, l'incertitude sur la diffusion du message au-delà des premiers relais est totale avant que la campagne ne soit terminée. 

## Objectifs du marketing viral
Une campagne marketing sur Internet a plusieurs objectifs. Certains sont communs avec ceux de la publicité classique, dans d’autres médias qu’Internet : notoriété d’image, création du trafic en magasin ou sur un site, incitation à l’achat en magasin ou en ligne. D’autres sont spécifiques à Internet : constitution d’une base de données de prospects. Marketing de bouche-d'orteil est differente, vu que ces't une conversations entre des personnes. 

### Objectif de notoriété et d’image
Toute publicité sur Internet, les bannières en particulier, vise la mémorisation du message. Les internautes conservent le souvenir des bannières.
La promesse du marketing viral ne manque pas d'attrait. Elle est déclenchée par l'envoi d'un e-mail ou d’un message, et s'appuie sur le phénomène du bouche à oreille, à savoir la transmission d'une information de personne à personne, auprès d'une cible choisie, laquelle, spontanément se charge de propager la bonne parole auprès d'un public en croissance exponentielle. Le but principal est d’augmenter et d’accroître la réputation et la notoriété d’une image peu importe le domaine.

### Objectif de création de trafic sur une page Web
Le marketing viral est une manière efficace d'attirer un public et des clients sur un page Web, site ou plateforme. Le site Web est l’un des moyens pour accroître sa visibilité ainsi que sa présence sur le marché et atteindre un large public. Cependant, il est nécessaire de mettre en place des techniques pour dynamiser son site internet. Générer du trafic permet à l’organisation de susciter l’intérêt des potentiels clients, leur adhésion ainsi que leur fidélisation, ce qui contribue à l’accroissement du chiffre d’affaires. Le rôle de l’annonce publicitaire en ligne ne se limite pas à faire connaître la marque ou le produit : elle permet par un simple clic de se rendre sur le site de l’annonceur.

### Objectif de vente
L’objectif de vente dans le marketing viral est caractérisé principalement par la méthode choisie par le marqueteur afin d’attirer le client par le produit en lui donnant cette irrésistible envie de partager sa découverte, en le poussant de manière indirecte à inciter des nouveaux clients à acheter en influençant effectivement leur comportement d’achat. Dans un tel contexte, la recommandation par un tiers connu joue le rôle de caution et de réassurance pour les futurs clients.
Les bannières faisant référence à une offre promotionnelle, telle qu’une réduction immédiate ou un coupon numérique utilisable pour un prochain achat, constituent des leviers importants pour déclencher un achat en ligne.

### Objectif de gestion de la relation client
La relation client s'enrichit de la connaissance fine de son profil : ses points de contact (internet, téléphone, personne en contact, mail), ses données personnelles (achats effectués, liens à d’autres consommateurs au profil similaire). Cela permet donc de construire une relation individualisée et personnalisée avec les clients.

## Techniques
Le marketing viral doit avant tout être dynamique. La technique doit donner envie aux consommateurs de cliquer, de répondre, et de faire circuler le message.
Pour cela, il existe différentes recettes :
- l’e-mailing, qui est la technique la plus fréquemment utilisée[8]. Un courriel est envoyé à un groupe. Le but est de persuader les membres de ce groupe de faire suivre ce courriel à leur entourage. Il s’agit de méthodes de recommandation, de transmission et même de parrainage ;
- les jeux et concours ;
- les campagnes vidéo virales ;
- la création de sites parodiques, d’humour ou d’autodérision ;
- les coupons de réduction ;
- les e-cards ou cartes postales virtuelles.

Définir de manière précise la cible que l’on veut atteindre
- Privilégier un segment spécifique selon un critère géographique, démographique ou psychologique.
- But : éblouir l’ensemble du groupe ciblé[9].

Soigner la méthode
- Savoir mettre en valeur sans en faire trop, le métier de l’entreprise, son positionnement et ses valeurs.
- Établir au préalable de l’opération une base de données.
- Rassembler sur un site éphémère l’ensemble des informations qui présenteront la campagne, sa durée et ses modalités de participation…

Apporter une diversification au niveau des objectifs
- Il ne s’agit pas seulement de recueillir les adresses des internautes. Une opération de marketing viral doit avoir d’autres objectifs comme permettre d’animer le lancement de produits ou de nouvelles gammes, de fédérer les clients autour de la marque ou bien d’apporter du dynamisme au réseau de la marque.

Entraîner la viralité
- Créer un message percutant que le consommateur voudra faire partager et suivre à ses amis.

Respecter les aspects juridiques
- Une campagne de marketing viral doit savoir respecter les mentions légales comme le respect de la vie privée des consommateurs via leurs adresses mails et leurs utilisations à des buts commerciaux.

Attirer et motiver
- Savoir être attractif, que ce soit au niveau de l’idée, du site et du choix des cadeaux pour attirer le cœur de cible.

Entretenir l’activité
- Effectuer des relances pour motiver le consommateur.

Budget
- Une opération de marketing viral est moins coûteuse qu’une campagne sur un autre média mais il faut tout de même prévoir un budget.
- Analyser le retour sur investissement dès la fin de la campagne.

## Facteurs de succès
Le premier facteur expliquant l’engouement pour les campagnes de marketing viral est probablement le faible coût de transmission des messages. Cela ne suffit pas pour autant car, avec la multiplication de ce type de campagnes, il faut aussi séduire et motiver l’internaute pour qu’il agisse.
La qualité de la campagne. La qualité de la campagne est la clé de la réussite. C’est elle qui conditionne la recommandation. L’humour est une valeur sûre mais ce n’est pas la seule voie possible. Une campagne réussie cible le bon consommateur, répond aux bonnes questions que les clients potentiels peuvent se poser et leur pose les bonnes questions, puis présente le produit tout en le rendant spécial pour le démarquer de ce qui est généralement offert sur le marché en tenant compte de la concurrence,.
La contextualisation. La contextualisation de la campagne virale augmente ses chances de succès. Elle renforce l’engagement client, garantit l’envoi de contenu aux bonnes personnes au bon moment et au bon endroit. Elle revient à s’appuyer sur les goûts, comportements, valeurs de chaque consommateur pour leur adresser des messages susceptibles de retenir leur attention parmi tous ceux qu’ils reçoivent chaque jour et d’engager avec eux une relation client à long terme et fertile,.
Les facteurs techniques. Les modèles techniques doivent paraître plus faciles par les internautes au niveau des recommandations. L’action ne doit pas être trop compliquée et doit se limiter à indiquer l’identité de l’émetteur de la recommandation et l’adresse mail du destinataire. Lorsque l’internaute fait sa recommandation à partir d’un mail, un module de recommandation est préférable plutôt que de lui demander d’utiliser la fonction transférer de sa messagerie,.
Le potentiel viral des internautes. Le succès de chaque campagne virale réside dans sa capacité à attirer un plus grand nombre de consommateurs et de les influencer de manière rapide et intelligente afin de leur transmettre un message qu'eux-mêmes feront parvenir aux autres personnes par l'intermédiaire des réseaux sociaux, médias... créant ainsi une chaîne d'internautes faisant interaction entre eux. De ce fait, l'information peut désormais circuler et se propager tel un virus au sein d'une communauté d'individus en un temps très limité et pour un coût très minime. La campagne cherche alors à améliorer ses tactiques de diffusion et faire du consommateur, au lieu d'une simple cible, un ambassadeur actif pour recommander et promouvoir une marque, un service ou un produit. Cet effet boule de neige va permettre à l'entreprise de dynamiser sa stratégie de communication et générer par la suite des bénéfices publicitaires,.

## Intérêt du marketing viral
On dénombre plusieurs avantages aux techniques adoptées dans le cadre du marketing viral, à savoir :
- Simple à mettre en place : Selon Georges Chétochine[14], il suffirait d’envoyer une vidéo ou un message qui soit drôle ou intrigant, inattendu et/ou personnalisé à une cible bien précise afin qu’elle en parle autour d’elle et qu’elle le transmette à son entourage.
- Peu coûteux : Grâce à Internet, une multitude de formes de promotion sont accessibles gratuitement pour lancer une campagne. Le seul coût constaté concerne le temps passé pour la créer : envoyer des e-mails, poster sur les réseaux sociaux (Facebook, Twitter…), poster des vidéos en ligne (YouTube, Dailymotion…), participer à des forums et/ou des discussions… Les seuls coûts qui peuvent intervenir sont ceux engendrés si l’on souhaite sous-traiter une campagne virale.

- Amélioration de la visibilité : Une fois la campagne de marketing mise en place, ce sont les affiliés qui promeuvent le produit. Ils en parlent autour d’eux, transmettent les informations et émettent des jugements. Ainsi le nombre d’affiliés, de visiteurs, d’acheteurs et de clients potentiels augmente, améliorant ainsi la visibilité du produit.
- Accès à un segment de marché inaccessible par les moyens de publicité conventionnels : En passant par le Web 2.0, on rejoint une clientèle qui n'est pas nécessairement influencée ou qui ne consulte tout simplement pas les médias publicitaires traditionnels tels que les journaux ou les chaînes de télévision.

## Limites du marketing viral
Le marketing viral a de nombreux avantages mais cette technique présente aussi de nombreux inconvénients :
- L'absence de mesure : le succès des campagnes de marketing viral est difficile à évaluer, et par là le rapport entre coûts et bénéfices
- La lassitude du consommateur : Les consommateurs qui reçoivent plusieurs fois par jour des e-mails d’une entreprise peuvent se lasser et considérer ceci comme du spam. Ils deviennent ainsi moins réceptifs et peuvent donner des messages négatifs à leur entourage par rapport à cette entreprise[15].
- Détournement ou modification du message[15] : un consommateur peut de façon involontaire modifier le contenu du message viral, ce qui peut entraîner des résultats désastreux pour la campagne. De plus, avec l’essor des parodies qui peuvent nuire, l’entreprise n’a plus le contrôle de son image.
- Le marketing viral ne fonctionne que pour les bons produits : « Créer une campagne de marketing viral, c’est d’abord éveiller et amplifier un bouche à oreille latent. ». En effet, lancer une campagne de marketing viral sur un mauvais produit ne fera qu’amplifier une image négative incontrôlable sur celui-ci. On ne peut pas tromper le consommateur, même avec tous les efforts publicitaires du monde.
- Risque de saturation avec la généralisation du marketing viral : Il semble qu’avec le temps, le marketing viral perde en efficacité. En effet, les consommateurs sont de plus en plus informés des techniques employées par les marketeurs et sont donc très difficiles à tromper. Si le message ne contient pas un fort degré d’intérêt, il sera considéré comme nuisible et sera très vite ignoré.
- Risque de succès excessif : Une campagne peut devenir victime de son succès et ne plus pouvoir satisfaire les consommateurs. En effet, si celle-ci présente une offre très intéressante, le nombre d’adhérents peut très vite devenir excessif et incontrôlable à un tel point que l’entreprise ne puisse pas répondre aux attentes de tous les consommateurs ou alors avec une qualité insuffisante.
- À la limite de l’éthique : Certaines entreprises n’hésitent pas à payer des consommateurs pour faire parler de leur produit. Exemple : « Sony Ericsson. Pour lancer son téléphone appareil photo numérique T681, Sony Ericsson a embauché des acteurs qui, vêtus comme des touristes, se rendaient près des grands monuments et demandaient à de vrais touristes de les prendre en photo ; le prêt de l’appareil était l’occasion d’en discuter et de vanter ses mérites, mais cette pratique a donné lieu à controverse »[16].

## Légalité du marketing viral
Les opérations virales doivent « se conformer au droit commercial et notamment aux contraintes relatives à la publicité et au marketing direct ».
- Ne pas induire en erreur : La loi sur la confiance dans l’économie numérique, codifiée à l’article L.121-15-1 du code de la consommation, déclare que si la technique du marketing viral est utilisée par l’envoi d’un e-mail, celui-ci doit être identifié comme une publicité et ceci dès sa réception. Si cela n’est pas le cas, le mot « publicité » doit figurer dans le texte du message. Il s’agit ici de ne pas induire le récepteur du message en erreur. De plus, si le message inclut une proposition pour participer à un concours ou à une offre promotionnelle, les conditions nécessitent d’être distinctement énoncées et clairement accessibles.
- La collecte des données personnelles : Les techniques de marketing viral incluant la collecte des adresses mail (sites éditoriaux où l’on peut envoyer l’article à la personne de notre choix, cartes postales virtuelles…) soulèvent le problème de l’utilisation qui est faite par le site des adresses saisies dans le processus comme les relances. Pour rappel, l’article 14 § 1er de la loi du 11 mars 2003 stipule que « L’utilisation du courrier électronique à des fins de publicité est interdite, sans le consentement préalable, libre, spécifique et informé du destinataire des messages ».
- L’annonceur doit être connu : Le prestataire de service de la société (en pratique, ce sera souvent l’agence publicitaire qui a développé le site web et/ou s’occupe de l’envoi des courriers électroniques) ainsi que l’annonceur de l’information, de la publicité ou du service doivent être connus. Leurs noms ou dénominations sociales, adresses géographiques, coordonnées de contact dont l’adresse de courrier électronique, numéros d’entreprise, etc. doivent être visibles. « L’utilisation d’un hyperlien renvoyant vers une page spécifique contenant ces diverses informations suffit pour répondre à l’exigence légale. »[17]

## Exemples
(octobre 2019).
- l’autocollant, qui est une forme très ancienne du marketing viral ; c’est l’exposition d’un message à la vue d’un nombre important de personnes[9].
- Hotmail : fournisseur d’email gratuit. Sur chaque mail envoyé apparait le nom de la société[18].
- Wassup, vidéo publicitaire pour la campagne marketing de la bière Budweiser qui a vite été parodiée.
- le jeu 7up « Zavez pas vu Fido Dido ? » qui a été lancé en 2006 et qui a été recommencé en 2009 avec des gains alléchants (séjours à New York, Cancùn…).
- Tupperware : ce sont les amis eux-mêmes qui font la promotion des produits à leurs propres amis.
- la parodie de Star Wars appelée « George Lucas in Love » qui a été diffusée sur le Net et qui montre de manière humoristique comment l’univers de la saga Star Wars a été trouvé.
- Hakuhodo, agence de publicité japonaise, a lancé des promotions sur des cartes de vœux électroniques interactives. La carte que vous envoyez peut être gagnante pour votre destinataire et pour vous-même.

### Marketing viral de la para-médecine
Le marketing viral a comme motivation principale la rentabilité, soit en vendant un produit, soit par revenus publicitaires. Une véritable industrie du marketing viral existe aujourd'hui sur internet, et s'est largement émancipée du secteur publicitaire pour investir celui de la ferme à clics, rivalisant d'énoncés sensationnalistes pour attirer l'internaute naïf, souvent au mépris de la vérité.
L'un des terrains de prédilection du marketing viral sur internet est la santé, marché énorme et thème très facilement viral sur les réseaux sociaux. Ainsi, la généralisation des réseaux comme Facebook a vu l'émergence d'une véritable industrie de la fake news médicale, avec des groupes regroupant plusieurs millions de followers et énumérant sur un ton sensationnaliste et toujours affirmatif voire autoritaire toutes sortes de fausses informations médicales, comme des « remèdes miracles » contre l'obésité, le cancer ou d'autres maladies complexes, relayant des idées conspirationnistes et anti-scientifiques contre la médecine, et nourrissant leur flux d'informations fantaisistes sur toutes sortes d'aliments ou de traitements, sans nom d'auteur ni source ou référence médicale. Les plus populaires sont Santé+Magazine (site détenu par un ancien cuisinier marocain reconverti dans l'e-business) avec plus de 7 millions d'abonnés, mais aussi Santenatureinnovation.com, Sante-nutrition.org ou Topsante.org, tous massivement partagés par des internautes naïfs. Aucun de ces sites n'est tenu par des médecins diplômés (ou même un quelconque personnel médical qualifié), et une grande partie appartiennent à des officines opaques utilisant de fausses identités et de fausses adresses de siège social.